# Cirripectes polyzona
Cirripectes polyzona es una especie de pez de la familia Blenniidae en el orden de los Perciformes.

## Morfología
• Los machos pueden llegar alcanzar los 13 cm de longitud total.

## Alimentación
Come algas y invertebrados (por ejemplo, ostrácodos y gasterópodos ).

## Reproducción
Es ovíparo.

## Hábitat
Es un pez de mar y de clima tropical y asociado a los  arrecifes de coral que vive entre 0-20 m de profundidad.

## Distribución geográfica
Se encuentra desde Sudáfrica hasta Kiribati, el Japón y el sur de la Gran Barrera de Coral.